# 阿姆微蛛
阿姆微蛛（学名：Erigone amdoensis）为皿蛛科微蛛属的动物。在中国大陆，分布于甘肃等地。该物种的模式产地在甘肃。